# Mark Kostabi
Kalev Mark Kostabi (27 de noviembre de 1960 en Los Ángeles) es un pintor, escultor y compositor musical estadounidense. 

## Carrera
Kostabi es popular por sus pinturas de figuras sin rostro, basadas en el arte visual de artistas como Giorgio de Chirico y Fernand Léger. Además de sus obras tradicionales, Kostabi diseñó las imágenes de portada para los álbumes Use Your Illusion de Guns N' Roses y ¡Adios Amigos! de The Ramones, entre otras. También es reconocido por sus colaboraciones con otros artistas como Enzo Cucchi, Arman, Howard Finster, Tadanori Yokoo, Enrico Baj y su hermano Ena Kostabi.
En el campo musical, Kostabi ha adelantado una carrera como solista y también ha colaborado con músicos y bandas como Ornette Coleman, Jerry Marotta, Tony Levin, Tony Esposito, Stefano di Battista, Greesi Desiree Langovits, Gene Pritsker, Lukas Ligeti, Olen Cesari, Aaron Comess, Richard Hammond, Amedeo Ariano, Marco Siniscalco, Stefano Nunzi, Puccio Panettieri, Pat Daugherty, Roman Klun y Paul Kostabi. Sus composiciones han sido interpretadas por artistas como Rein Rannap, Kristjan Järvi, Maano Männi y Delilah Gutman.

Su álbum debut, I Did It Steinway, fue publicado por el sello Artists Only Records en octubre de 1998. Producido por Dale Ashley y Charles Coleman, el álbum contiene composiciones originales de Kostabi, y fue grabado en su totalidad en el Merkin Concert Hall de la ciudad de Nueva York. Otras de sus producciones discográficas incluyen a Songs For Sumera, New Alliance, The Spectre Of Modernism, Kostabeat y Grace Notes.